# Rudolf Kos
Rudolf Kos (12. dubna 1910 – 11. února 1977) je bývalý český fotbalista, obránce, reprezentant Československa.

## Hráčská kariéra
Za československou reprezentaci odehrál v letech 1935–1937 dvě utkání, jednou startoval v amatérské reprezentaci. V lize odehrál 121 utkání. Hrál za SK Náchod (1932–1937), SK Prostějov (1937–1938) a Baťu Zlín (1938–1941). Dvakrát startoval ve Středoevropském poháru. Za SK Náchod nastoupil v 71 ligových utkáních.

### Prvoligová bilance
| Ročník                    | Zápasy | Góly | Klub         |
| ------------------------- | ------ | ---- | ------------ |
| 1. asociační liga 1932/33 | -      | 0    | SK Náchod    |
| 1. asociační liga 1933/34 | -      | 0    | SK Náchod    |
| Divize 1934/35            | -      | -    | SK Náchod    |
| Státní liga 1935/36       | -      | 0    | SK Náchod    |
| Státní liga 1936/37       | -      | 0    | SK Náchod    |
| Státní liga 1937/38       | 15     | 0    | SK Prostějov |
| Státní liga 1938/39       | 12     | 0    | SK Baťa Zlín |
| Národní liga 1939/40      | 16     | 0    | SK Baťa Zlín |
| Národní liga 1940/41      | -      | 0    | SK Baťa Zlín |
| CELKEM                    | 121    | 0    |              |